# Антоніо Лопес дос Сантос
Антоніо Лопес дос Сантос (порт. Antônio Lopes, нар. 12 червня 1941, Ріо-де-Жанейро) — бразильський футболіст, що грав на позиції нападника. По завершенні ігрової кар'єри — тренер.
Триразовий переможець Ліги Каріока (як тренер). Володар Кубка Бразилії (як тренер). Дворазовий чемпіон Бразилії (як тренер). Володар Кубка Лібертадорес (як тренер).

## Ранні роки
Народився 12 червня 1941 року в місті Ріо-де-Жанейро. Вихованець футбольної школи клубу «Оларія». Дорослу футбольну кар'єру розпочав 1958 року в основній команді того ж клубу, в якій провів три сезони.
1962 року виступав за команду «Бонсусессо», але оскільки не був основним гравцем, то вступив на факультет фізичного виховання. Згодом він вступив до поліцейської академії, закінчивши курси детектива в 1963 році і зайняв цю посаду наступного року, а в 1970 році його підвищили до інспектора. У січні 1971 року він був призначений офіцером поліції, але через три роки залишив поліцейську кар'єру й повернувся до футболу, ставши помічником тренера у «Васко да Гамі».

## Кар'єра тренера
Антоніо був помічником головного тренера «Васко да Гами» до 1979 року, після чого був одним з помічників головного тренера аматорської збірної Бразилії, яка стала переможцем Панамериканських ігор в Пуерто-Рико.
Після звільнення з «Васко» в 1979 році Антоніо повернувся до поліцейської дільниці, щоб зайняти посаду комісара. Але вже наприкінці 1979 року Лопеса запросили стати головним тренером «Оларії». Бразилець погодився і тих пір не повертався до своєї кар'єри комісара і ніколи не залишав футбол. Цікаво, що його першим великим клубом як тренера був той самий клуб, який звільнив його, коли він ще був фізичним тренером: Васко. У 1981 році Антоніо Лопес отримав дзвінок від нового президента Васко Антоніо Соареса Кальсада, відзначившись скромними командами., щоб повернутися до клубу в якості тренера. З цього моменту його кар'єра йшла вгору і ніколи не припинялася.
1981 року Антоніо недовго попрацював з «Америкою» (Ріо-де-Жанейро), після чого став головним тренером «Васко да Гама» і тренував цю команду з Ріо-де-Жанейро два роки. Згодом протягом 1983—1985 років очолював тренерський штаб збірної Кувейту, посівши третє місце на Кубку Азії 1984 року у Сінгапурі, після чого знову тренував «Васко да Гаму».
Надалі Лопес тренував великих бразильських футбольних клубів, таких як «Флуміненсе», «Фламенгу», «Атлетіку Паранаенсі», «Крузейру», «Сантус» і «Парана». Він також працював за кордоном, очолюючи збірну Кот-д'Івуару, «Аль-Васл» з Об'єднаних Арабських Еміратів, «Аль-Хіляль» з Саудівської Аравії, «Белененсеш» з Португалії і «Серро Портеньйо» з Парагваю.
1996 року Антоніо прийняв пропозицію повернутись до «Васко да Гами», в якій провів свої найкращі роки, тренуючи її до 2003 року з перервою на роботу помічником у штабі Луїса Феліпеа Сколарі в збірній Бразилії, де він у 2002 році став чемпіоном світу. З командою у 1997 році він виграв чемпіонат Бразилії, що дозволило команді кваліфікуватись до Кубка Лібертадорес і в наступному році «Васко» стало чемпіоном головного континентального клубного турніру. Також «Васко да Гама» стала чемпіоном штату 1998 і 2003 року. У грудні вони зіграли у Міжконтинентальному кубку 1998 року з найкращою командою Європи «Реалом», але бразильська команда зазнала поразки з рахунком 2:1. На початку 1999 року Антоніо здобув з клубом черговий тріумф, вигравши Турнір Ріо-Сан-Паулу в грі проти «Сантоса». У 2003 році став чемпіоном Ріо-де-Жанейро.
Покинувши Васко, Антоніо знову працював з низкою бразильських клубів і з «Корінтіансом» 2005 року зумів вдруге в своїй кар'єрі виграти чемпіонат Бразилії. У червні 2007 року, після року бездіяльності, Антоніо Лопеса запросили знову тренувати «Атлетіку Паранаенсі» для участі в чемпіонаті Бразилії та Південноамериканському кубку. Однак кампанія Антоніо Лопеса після повернення в Атлетіко була не дуже вдалою, і в підсумку він був звільнений у 19-му турі чемпіонату Бразилії.
У 2008 році Антоніо Лопес повернувся до «Васко да Гами» вшосте за кар'єру Однак повторити минул досягнення тренер не зумів і після поразки від «Корітіби» у матчі, який став 600-им для клубу під керівництвом тренера, він був звільнений з посади. Загалом команда на чолі з Лопесом здобула 306 перемог, 146 нічиїх і зазнала 148 поразок. Під час роботи Антоніо команда перебувала у нижній частині таблиці, але після його відходу команда опустилась в зону вильоту і в підсумку вилетіла до другого дивізіону.
Надалі Антоніо Лопес без серйозних успіхів тренував бразильські клуби «Атлетіку Паранаенсі», «Аваї», «Віторія» (Салвадор) та «Америка Мінейру», але ніде надовго не затримувався, а після того як за підсумками сезону 2011 року його «Атлетіку Паранаенсі» вилетіло з вищого дивізіону, завершив тренерську кар'єру.
В подальшому працював технічним директором клубів «Атлетіку Паранаенсе», «Ботафогу» та «Васко да Гама».

## Титули і досягнення
- Чемпіон Бразилії (2):

«Васко да Гама»: 1997
«Корінтіанс»: 2005
- Володар Кубка Бразилії (1):

«Інтернасьйонал»: 1992
- Володар Кубка Лібертадорес (1):

«Васко да Гама»: 1998
- Переможець Ліги Каріока (3):

«Васко да Гама»: 1982, 1998, 2003
- Переможець Ліги Пернамбукано (1):

«Спорт Ресіфі»: 1988
- Переможець Ліги Гаушу (2):

«Інтернасьйонал»: 1992, 1994
- Переможець Ліги Паранаенсе (2):

«Парана»: 1996
«Корітіба»: 2004
- Бронзовий призер Кубка Азії: 1984